# Швеція на літніх Олімпійських іграх 1948
Швеція брала участь у Літніх Олімпійських іграх 1948 року у Лондоні (Велика Британія) удесяте, і завоювала 44 медалі, з яких 16 золоті, 11 срібні і 17 бронзові. Збірну країни представляв 181 спортсмен (162 чоловіків, 19 жінок).

## Медалісти
| Медаль | Спортсмен | Вид спорту                       | Дисципліна                                    |
| ------ | --- | -------------------------------- | --------------------------------------------- |
| Золото | Генрі Ерікссон | Легка атлетика                   | Чоловіки, 1500 м                              |
| Золото | Туре Шестранд | Легка атлетика                   | Чоловіки, 3000 м з перешкодами                |
| Золото | Юн Мікаельссон | Легка атлетика                   | Чоловіки, ходьба 10 км                        |
| Золото | Юн Юнггрен | Легка атлетика                   | Чоловіки, ходьба 50 км                        |
| Золото | Арне Оман | Легка атлетика                   | Чоловіки, потрійний стрибок                   |
| Золото | Торстен Ліндберг Калле Свенссон Кнут Нурдаль Ерік Нільссон Біргер Росенгрен Бертіль Нурдаль Суне Андерссон Гуннар Грен Гуннар Нурдаль Генрі Карлссон Нільс Лідгольм Бер'є Леандер | Футбол                           | Чоловіки                                      |
| Золото | Вілльям Грут | Сучасне п'ятиборство             | Чоловіки, особиста першість                   |
| Золото | Курт Петтерсен | Боротьба                         | чоловіки, греко-римська боротьба, до 57 кг    |
| Золото | Густав Фреій | боротьба                         | Чоловіки, греко-римська боротьба, до 67 кг    |
| Золото | Єста Андерссон | Боротьба                         | Чоловіки, греко-римська боротьба, до 73 кг    |
| Золото | Аксель Гренберг | боротьба                         | Чоловіки, греко-римська боротьба, до 79 кг    |
| Золото | Карл-Ерік Нільссон | Боротьба                         | Чоловіки, греко-римська боротьба, до 87 кг    |
| Золото | Герт Фредрікссон | Веслування на байдарках та каное | Чоловіки, байдарки-одиночки, 1000 м           |
| Золото | Герт Фредрікссон | Веслування на байдарках та каное | Чоловіки, байдарки-одиночки, 10.000 м         |
| Золото | Ганс Берглунд Леннарт Клінгстрем | Веслування на байдарках та каное | Чоловіки, байдарки-двійки, 1000 м             |
| Золото | Гуннар Окерлунд Ганс Веттерстрем | Веслування на байдарках та каное | чоловіки, байдарки-двійки, 10.000 м           |
| Срібло | Фольке Болін Гуго Юнсон Єста Бродін | Вітрильний спорт                 | Клас «Дракон»                                 |
| Срібло | Гуннар Нільссон | Бокс                             | Чоловіки, понад 80 кг                         |
| Срібло | Олле Андерберг | Боротьба                         | Чоловіки, греко-римська боротьба, до 62 кг    |
| Срібло | Тур Нільссон | Боротьба                         | Чоловіки, греко-римська боротьба, понад 87 кг |
| Срібло | Івар Шелін | боротьба                         | Чоловіки, вільна боротьба, до 62 кг           |
| Срібло | Єста Френдфорс | Боротьба                         | Чоловіки, вільна боротьба, до 67 кг           |
| Срібло | Бертіль Антонссон | боротьба                         | Чоловіки, вільна боротьба, понад 87 кг        |
| Срібло | Роберт Сельфельт Улоф Старе Сігурд Свенссон | Кінний спорт                     | Кінне триборство, командна першість           |
| Срібло | Леннарт Странд | Легка атлетика                   | Чоловіки, 1500 м                              |
| Срібло | Ерік Ельмсетер | Легка атлетика                   | Чоловіки, 3000 м з перешкодами                |
| Срібло | Інгемар Юганссон | Легка атлетика                   | Чоловіки, ходьба 10 км                        |
| Бронза | Єста Магнуссон | Важка атлетика                   | Чоловіки, до 82,5 кг                          |
| Бронза | Франк Сервелль Карл Форсселл Бенгт Юнгквіст Свен Тофельт Пер Карлесон Арне Толльбом                                                                                               | Фехтування                       | Чоловіки, шпага, командна першість            |
| Бронза | Єста Ердін | Сучасне п'ятиборство             | Чоловіки, особиста першість                   |
| Бронза | Торі Гольм Торстен Лорд Мартін Гіндорфф Карл-Роберт Амельн Єста Сален | Вітрильний спорт                 | Клас «6 метрів»                               |
| Бронза | Туре Юганссон | Боротьба                         | Чоловіки, вільна боротьба, до 52 кг           |
| Бронза | Ерік Лінден | боротьба                         | Чоловіки, вільна боротьба, до 79 кг           |
| Бронза | Бенгт Фальквіст | Боротьба                         | Чоловіки, вільна боротьба, до 87 кг           |
| Бронза | Свен Лундквіст | Стрільба                         | Чоловіки, швидкісний пістолет, 25 м           |
| Бронза | Торстен Ульман | Стрільба                         | Чоловіки, пістолет, 50 м                      |
| Бронза | Юнас Юнссон | Стрільба                         | Чоловіки, малокаліберна гвинтівка, 50 м       |
| Бронза | Густаф Адольф Больтенстерн-молодший | Кінний спорт                     | Виїждження, особиста першість                 |
| Бронза | Роберт Сельфельт | Кінний спорт                     | Кінне триборство, особиста першість           |
| Бронза | Бертіль Альбертссон | Легка атлетика                   | Чоловіки, 10000 м                             |
| Бронза | Руне Ларссон | Легка атлетика                   | Чоловіки, 400 м з бар'єрами                   |
| Бронза | Єте Гагстрем | Легка атлетика                   | Чоловіки, 3000 м з перешкодами                |
| Бронза | Курт Лундквіст Ларс-Ерік Вольфбрандт Фольке Альневік Руне Ларссон | Легка атлетика                   | Чоловіки, естафета 4 × 400 м                  |
| Бронза | Анн-Брітт Леіман | Легка атлетика                   | Жінки, стрибки в довжину                      |